# Legislatura de Oklahoma
La Legislatura de Oklahoma (en inglés: Oklahoma Legislature) es la legislatura estatal (órgano encargado del Poder legislativo) del estado de Oklahoma, en Estados Unidos. Es una legislatura bicameral, compuesta por la Cámara de Representantes de Oklahoma y el Senado de Oklahoma son las dos cámaras que componen la legislatura estatal bicameral. Hay 101 representantes estatales, cada uno con un mandato de dos años, y 48 senadores estatales, que cumplen mandatos de cuatro años escalonados, por lo que solo la mitad de los distritos del Senado de Oklahoma son elegibles en cada ciclo electoral. Los legisladores son elegidos directamente por la gente de distritos uninominales de igual población. La Legislatura de Oklahoma se reúne anualmente en el Capitolio del Estado de Oklahoma en la ciudad de Oklahoma .
La Constitución de Oklahoma confiere todos los poderes legislativos del gobierno estatal a la legislatura, que ejerce el poder legislativo al promulgar la ley en Oklahoma . La legislatura puede legislar sobre cualquier tema y tiene ciertos poderes "necesarios y adecuados " que se requieran para llevar a efecto las disposiciones de la Constitución de Oklahoma. Los poderes de la legislatura sólo están limitados por los poderes reservados al pueblo, a saber, la iniciativa y el referéndum .
El Senado de Oklahoma y la Cámara de Representantes de Oklahoma son cámaras iguales, pero cada cámara tiene poderes exclusivos. Se requiere el consejo y consentimiento del Senado de Oklahoma para nombramientos de gobernador a puestos ejecutivos de alto nivel. Los proyectos de ley para recaudar ingresos solo pueden originarse en la Cámara de Representantes de Oklahoma . Los proyectos de ley aprobados por la legislatura deben enviarse al gobernador de Oklahoma para su aprobación.

## Historia

### Primeros años
Antes de la estadidad de 1907, el Territorio de Oklahoma tenía a la Legislatura Territorial de Oklahoma que se reunía en Guthrie, Oklahoma. Tras la estadidad, la Constitución de Oklahoma estableció la Legislatura de Oklahoma, cuya 1.ª Legislatura se reunió en el Edificio del Ayuntamiento de Guthrie y eligió a William H. Murray como el primer Presidente de la Cámara de Representantes de Oklahoma.  Los primeros tres miembros del personal designados por Murray eran un veterano de la Unión, un veterano de la Confederación y un hombre afroamericano, Jim Noble.  La segunda legislatura de Oklahoma incluyó al primer miembro negro de Oklahoma, AC Hamlin, pero aprobó una legislación que hizo casi imposible que los afroamericanos buscaran un cargo electivo, lo que lo limitó a un período.
El lugar de reunión de la Legislatura de Oklahoma se trasladó a Oklahoma City en 1910.  El Partido Demócrata ocupó la mayoría de los escaños en la legislatura hasta la Novena Legislatura de 1921 a 1922, cuando asumió la mayoría del Partido Republicano. 
La sesión de 1921 también fue notable porque incluyó a las primeras legisladoras estatales de Oklahoma, la representante Bessie McColgin y la senadora Lamar Loomey.  Esto ocurrió poco después de que las mujeres obtuvieran el derecho al voto en Oklahoma en 1918 a través de una enmienda constitucional aprobada por los votantes.
Los legisladores votaron en 1923 para acusar al gobernador Jack C. Walton por tratar de impedir que la legislatura celebrara sesiones especiales y prácticas administrativas que incluían relleno de nómina, indultos, destitución de administradores universitarios y un gran aumento en el salario del gobernador.
El gobernador Henry S. Johnston se convirtió en el segundo gobernador en ser acusado por los legisladores, y los miembros de la Cámara de Representantes de Oklahoma votaron once artículos de acusación en su contra, lo que finalmente llevó a su expulsión de su cargo. 

### 1930-presente
En la década de 1930, los condados tradicionalmente republicanos se inclinaron fuertemente hacia los demócratas, lo que les dio a los demócratas una amplia mayoría en la legislatura.  La oposición bipartidista al gasto deficitario a fines de la década de 1930 llevó a una enmienda constitucional de 1941 que requería que los legisladores aprobaran un presupuesto equilibrado. 

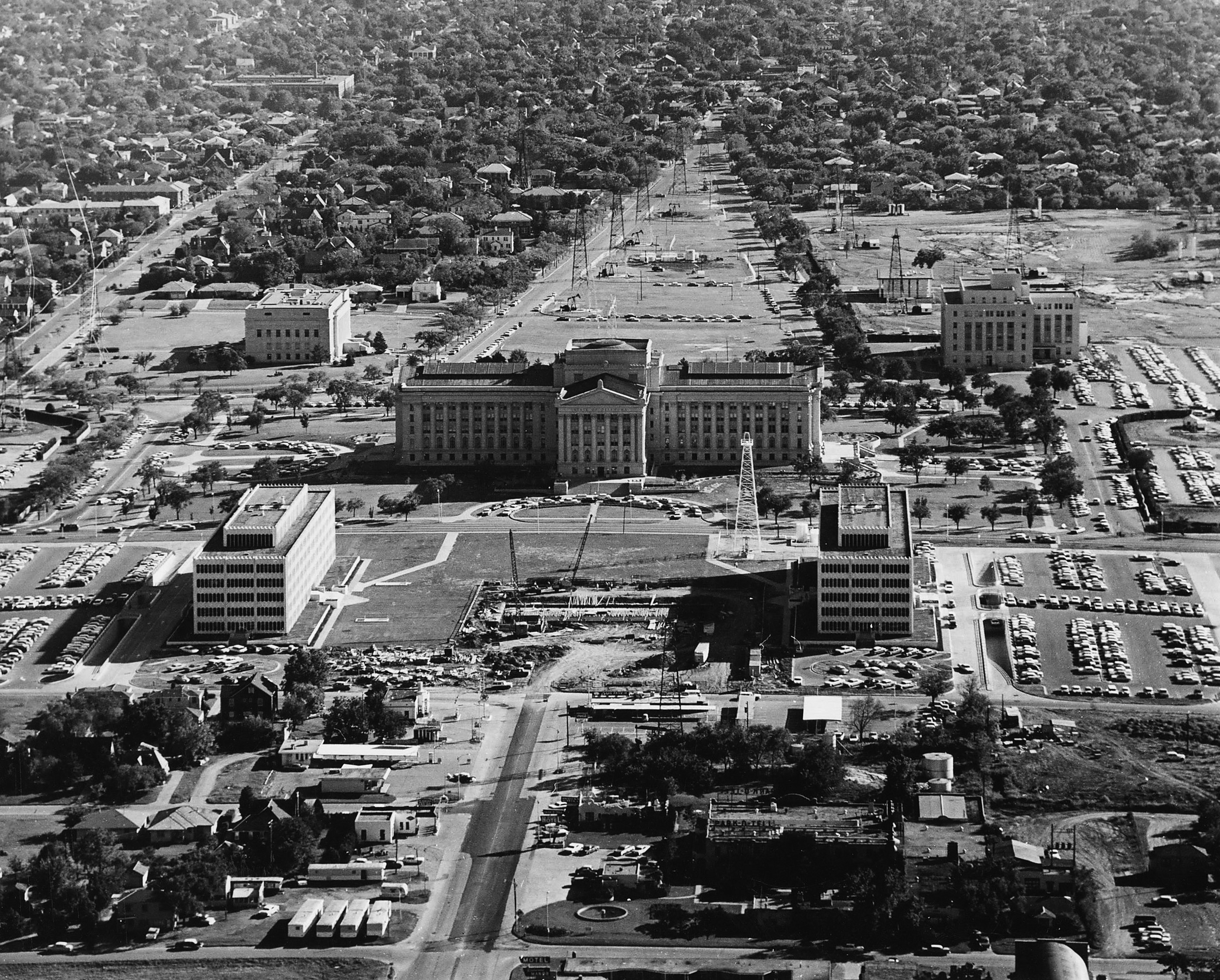
Capitolio del Estado de Oklahoma en 1963.

En 1964, tres hombres negros, Archibald Hill, E. Melvin Porter y Curtis Lawson, fueron elegidos para la Legislatura de Oklahoma, por primera vez desde que AC Hamlin dejó el cargo en 1910.
En 1966, los votantes aprobaron una pregunta electoral que estableció sesiones legislativas anuales de 90 días.  En 1989, otra pregunta en la votación limitó aún más la sesión al designar el día de suspensión sine die, o último día de sesión, como el último viernes de mayo.  Combinado con el requisito de 90 días, esto movió el día de inicio de la sesión a febrero, dejando el día de inicio original en enero como día organizacional. 
A partir de la década de 1960, el partido republicano logró avances en el registro de votantes y escaños legislativos estatales.  Para 1990, el partido contaba alrededor de un tercio de los votantes por registro y tenía una representación similar en la Legislatura. 
En 2010, los republicanos obtuvieron una gran mayoría de 32 escaños en el Senado de Oklahoma y 70 escaños en la Cámara de Representantes de Oklahoma.
Actualmente, los republicanos tienen una mayoría cualificada en ambas cámaras (72 de 101 escaños en la Cámara y 40 de 48 escaños en el Senado).

## Requisitos
Para servir en el Senado de Oklahoma, una persona debe tener al menos 25 años de edad, y para servir en la Cámara de Representantes de Oklahoma, una persona debe tener al menos 21 años de edad. Los legisladores estatales también deben ser electores calificados y residentes en el distrito que representan durante su tiempo en el cargo.  Para postularse como candidato a un cargo legislativo, una persona debe haber sido votante registrado y residente dentro del distrito durante al menos seis meses inmediatos antes del período de presentación prescrito por la ley. 

### Restricciones
La Constitución de Oklahoma prohíbe a los legisladores estatales actuar también como otro funcionario del gobierno de los Estados Unidos o del estado de Oklahoma. Una condena por delito grave también descalifica la elección a la Legislatura de Oklahoma. 

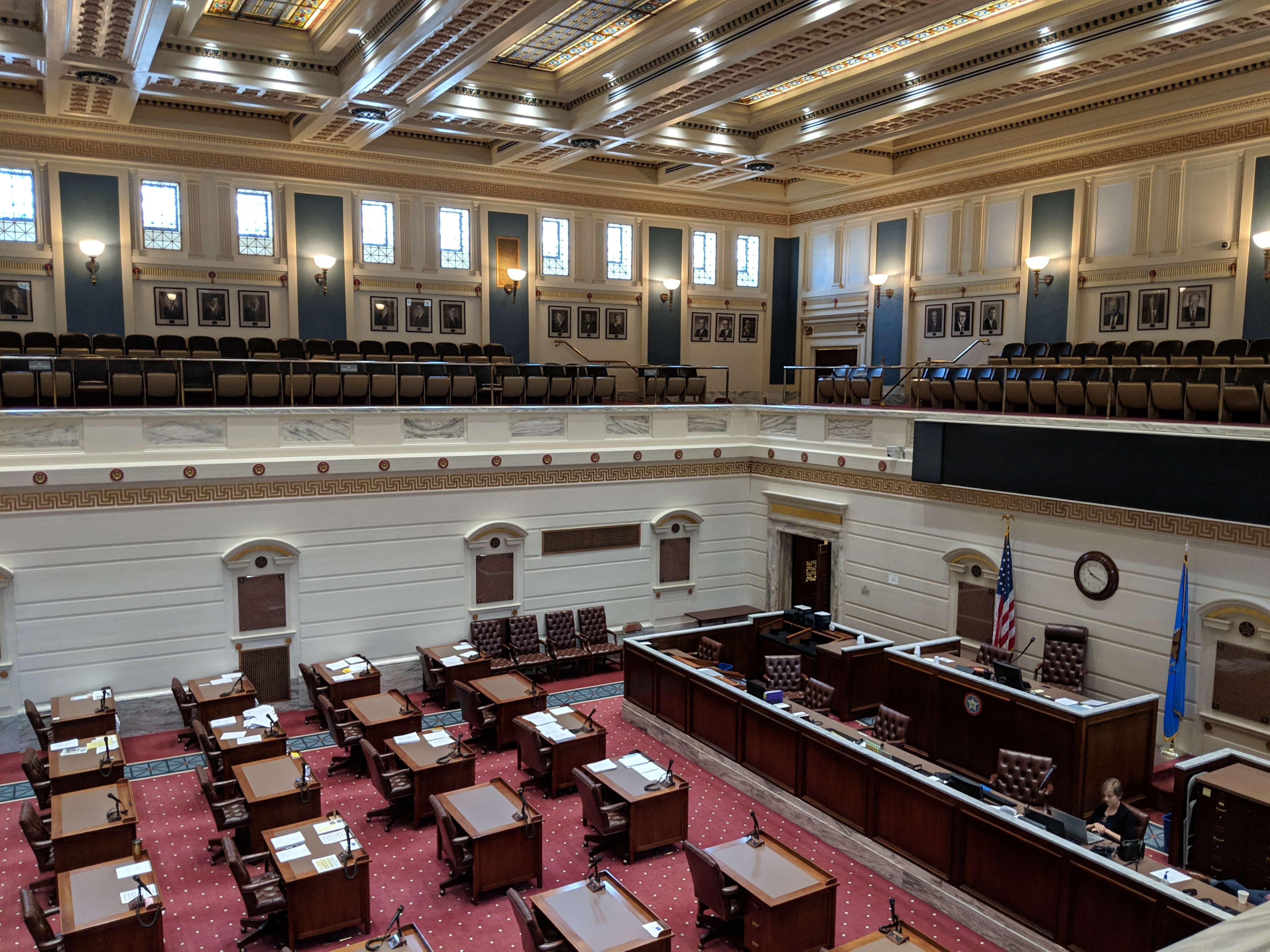
La Cámara del Senado de Oklahoma

Una enmienda constitucional aprobada por los votantes implementó un límite de mandato de 12 años, restringiendo a los legisladores a un total de 12 años en la Legislatura de Oklahoma. El límite de término de 12 años es un límite de término acumulativo de servicio en cualquier cámara, consecutiva o no consecutiva.  El límite de 12 años no incluye ningún servicio antes de la adopción de la enmienda. Además, el límite no incluye los años de un período no vencido servido por un miembro elegido o designado para llenar una vacante en el cargo, pero ningún miembro que haya completado 12 años en el cargo es elegible para cumplir un período no vencido. 
La Legislatura de Oklahoma está obligada constitucionalmente a promulgar leyes que prohíban los conflictos de intereses de sus miembros. La Comisión de Ética de Oklahoma actualmente hace recomendaciones a los legisladores estatales con respecto a las restricciones éticas.
En caso de una vacante en la legislatura estatal, el gobernador emite órdenes de elección para cubrir dichas vacantes.

## Afiliación
La Cámara de Representantes consta de 101 miembros, que representan distritos uninominales elegidos para contener poblaciones exactamente iguales.
Hasta el fallo de la Corte Suprema de Estados Unidos en 1964, con el caso de Reynolds v. Sims, cada uno de los 77 condados de Oklahoma tenía garantizado al menos un escaño en la Cámara. Ahora, sin embargo, los condados rurales menos poblados forman distritos de varios condados. El distrito 61 de la Cámara de Representantes, por ejemplo, incluye la totalidad de los condados de Cimarrón, Texas, Beaver y Harper, así como partes de los condados de Ellis y Woodward .
El Senado consta de 48 miembros, que representan distritos uninominales que se dibujan para reflejar poblaciones iguales.

## Oficiales

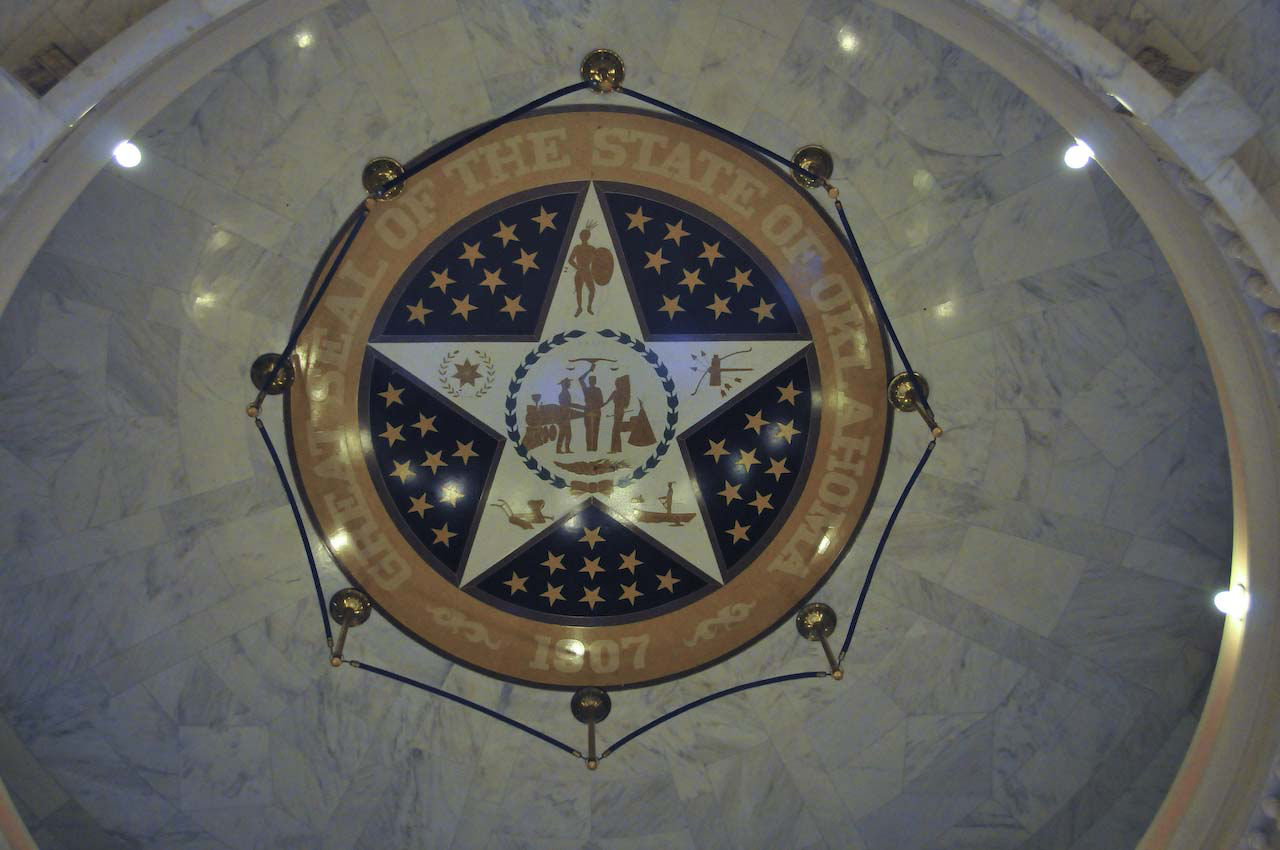
Rotonda del primer piso del Capitolio del Estado de Oklahoma

El partido político con una mayoría de escaños en la Cámara de Representantes de Oklahoma se conoce como el partido de la mayoría; el siguiente partido en importancia es el partido minoritario. El presidente de la Cámara de Representantes de Oklahoma es elegido por la mayoría de los miembros de la Cámara de Representantes de Oklahoma y es el candidato elegido por el grupo del partido mayoritario, a menos que una coalición de miembros de ambos partidos políticos elija un candidato de la coalición. Los miembros del partido minoritario eligen a un líder de grupo conocido como líder de la minoría. El orador designa a los presidentes de los comités y otros roles de liderazgo; el líder de la minoría designa los roles de los partidos minoritarios correspondientes, como "miembros de rango" de los comités.
La Constitución de Oklahoma no especifica los deberes y poderes del Presidente de la Cámara de Representantes de Oklahoma. En cambio, están regulados por las reglas y costumbres de la casa. Según la Sección 6 del Artículo VI de la Constitución de Oklahoma, el orador es el tercero en la fila detrás del vicegobernador y el presidente pro tempore del senado estatal para suceder al gobernador .
El orador tiene un papel tanto como líder de la Cámara como líder del partido mayoritario. Es el presidente de la Cámara, pero puede nombrar a otro miembro para que actúe como presidente en su ausencia. El oficial que preside se sienta en una silla al frente de la cámara de la Cámara. Los poderes del presidente son amplios; un poder importante es el de controlar el orden en que hablan los miembros de la Cámara. Ningún miembro puede hacer un discurso o una moción a menos que primero haya sido reconocido por el oficial que preside. El presidente puede decidir sobre cualquier " cuestión de orden " (la objeción de un miembro de que se ha violado una regla), pero la decisión está sujeta a apelación ante toda la Cámara.
El portavoz es el presidente del comité directivo de su partido, que elige al presidente de los comités permanentes. El portavoz determina qué comités consideran los proyectos de ley y nombra a los miembros de los comités. El portavoz también es miembro con derecho a voto de oficio en los comités. Debajo del hablante hay un hablante pro tempore que asume las funciones del hablante en su ausencia. El portavoz y el portavoz pro tempore también son miembros ex officio con derecho a voto en los comités.
Cada partido elige un líder de piso, que se conoce como líder de la mayoría o líder de la minoría . Si bien el líder de la minoría es el líder total de su partido, no ocurre lo mismo con el líder de la mayoría. En cambio, el que habla es el jefe del partido mayoritario; el líder de la mayoría es solo el segundo funcionario más alto. Cada partido también elige whips, que trabajan para garantizar que los miembros de su partido voten como lo desea el liderazgo del partido.
El partido político con mayoría de escaños se le conoce como partido mayoritario; si dos o más partidos de la oposición están empatados, la afiliación del vicegobernador determina cuál es el partido mayoritario en el Senado de Oklahoma . El siguiente partido en importancia se conoce como partido minoritario. El presidente interino, el líder de la sala y los presidentes de los comités representan al partido mayoritario; tienen contrapartes en el partido minoritario: el líder de la minoría y los miembros de alto rango de los comités.
La Constitución de Oklahoma establece que el vicegobernador actúa como presidente del Senado y tiene un voto que solo puede emitirse para romper un empate. Por convención, el vicegobernador solo asiste a ocasiones ceremoniales importantes, como la juramentación de nuevos senadores o cuando se necesita su voto para romper un empate. La constitución también autoriza a los senadores estatales a elegir un presidente pro tempore del Senado de Oklahoma para presidir en ausencia del vicegobernador. El presidente pro tempore es el segundo en la fila detrás del vicegobernador para suceder al gobernador . El presidente pro tempore es el líder del senado y sirve como líder del partido mayoritario. Es miembro con derecho a voto ex officio de los comités del senado estatal.
El oficial que preside se sienta en una silla al frente de la cámara del Senado de Oklahoma. Los poderes del presidente son limitados; él o ella actúa como portavoz del Senado de Oklahoma, desempeñando funciones como anunciar los resultados de las votaciones. Controla los debates llamando a los miembros a hablar; las reglas, sin embargo, lo obligan a reconocer al primer senador estatal que se levante. El presidente puede decidir sobre cualquier " cuestión de orden " (la objeción de un senador de que se ha violado una regla), pero la decisión está sujeta a apelación a todos los miembros.
Cada partido elige a un senador para que actúe como líder de piso. El líder del piso de la mayoría es un miembro con derecho a voto de oficio de los comités del Senado estatal y establece el calendario de los proyectos de ley que se escucharán en la cámara. Cada partido también elige látigos para ayudar al líder.

## Potestades
La Sección 1 del Artículo V de la Constitución de Oklahoma establece los poderes de la Legislatura. La autoridad legislativa del estado se confiere a la legislatura estatal, así como a otros poderes. Los más importantes entre estos poderes son los poderes para recaudar y recaudar impuestos, pedir prestado dinero y levantar y mantener la milicia del estado. La Legislatura de Oklahoma está autorizada a aprobar leyes que sean necesarias para llevar a efecto la Constitución de Oklahoma. El poder de la legislatura para legislar es amplio, excepto donde la constitución limita esa autoridad o la reserva al pueblo de Oklahoma.
Los resultados de cada elección para funcionarios estatales electivos van al Secretario de Estado y luego al Presidente de la Cámara de Representantes de Oklahoma . Inmediatamente después de la organización de la Cámara, deberá abrir y publicar la información en presencia de una mayoría de cada rama de la Legislatura, quienes para tal efecto se reunirán en la Cámara de la Cámara. Las personas con el mayor número de votos para cada escaño se declaran debidamente elegidas. En caso de empate, la legislatura tiene el poder de romper los puntos muertos. Si dos o más candidatos tienen igual número de votos, la legislatura podrá elegir a uno de ellos mediante votación conjunta.
Las funciones no legislativas de la Legislatura de Oklahoma incluyen el poder de establecer una planta de impresión estatal y proporcionar la elección o el nombramiento de un impresor estatal; la facultad de establecer un Estudio Geológico y Económico del Estado; y el poder de crear una Junta de Salud, una Junta de Odontología, una Junta de Farmacia y una Comisión de Alimentos Puros.
La Legislatura debe cada 10 años, comenzando en 1907 (la fecha de entrada de Oklahoma a la Unión), redactar, revisar, digerir y anunciar las leyes de Oklahoma. La Legislatura definirá qué es una combinación, monopolio, fideicomiso, acto o acuerdo ilícitos para restringir el comercio y promulgará leyes para castigar a las personas involucradas en cualquier combinación, monopolio, fideicomiso, acto o acuerdo ilícitos para restringir el comercio.
Las secciones 46 a 53 del Artículo V de la Constitución de Oklahoma establecen ciertos límites a la autoridad y poderes de la Legislatura. Por ejemplo, la Legislatura no puede inmiscuirse en los asuntos del gobierno local en el ámbito de los negocios cotidianos, como la distribución de las calles o los distritos escolares. Los legisladores no pueden asignar dinero público para una Oficina de Inmigración en Oklahoma, ni eximir de impuestos a la propiedad en Oklahoma, excepto según lo otorgue la constitución estatal. La Legislatura no puede aprobar leyes que otorguen derechos, privilegios o inmunidades exclusivos.

## Procedimiento legislativo

### Términos
Las legislaturas se identifican con números consecutivos y se corresponden con la elección de los miembros de la Cámara de Representantes de Oklahoma. Los términos tienen dos sesiones; el primero tiene lugar en el año inmediatamente posterior a la elección y el segundo tiene lugar el año siguiente.
Según la Constitución de Oklahoma, las sesiones legislativas deben comenzar al mediodía del primer lunes de febrero de cada año impar, no pueden exceder los ciento sesenta días y finalmente deben levantarse a más tardar a las cinco de la tarde del último viernes. en mayo de cada año. La primera sesión no puede exceder los 160 días. En los años impares posteriores a una elección, la legislatura debe reunirse el primer martes después del primer lunes de enero con el único propósito de determinar el resultado de las elecciones estatales. Esta reunión debe comenzar al mediodía y debe levantarse antes de las cinco de la tarde del mismo día.
Al inicio de cada nuevo mandato prestan juramento toda la Cámara de Representantes y la mitad del Senado (los que fueron elegidos en la elección anterior). La Cámara de Representantes también elige un presidente para presidir los debates. El presidente pro tempore del Senado, por el contrario, ocupa el cargo continuamente; normalmente, un nuevo presidente pro tempore solo se elige si el anterior se retira o si hay un cambio en el partido mayoritario.
La Constitución de Oklahoma prohíbe el aplazamiento de cualquiera de las dos casas por más de tres días, sin el consentimiento de la otra casa. La disposición tenía la intención de evitar que una casa frustrara los asuntos legislativos simplemente negándose a reunirse. Para evitar obtener el consentimiento durante los recesos prolongados, la Cámara o el Senado a veces pueden celebrar reuniones pro forma, a veces de solo unos minutos, cada tres días. La Constitución impide que la Legislatura se reúna en cualquier lugar fuera del Capitolio de Oklahoma. Sin embargo, el gobernador está facultado para convocar o reubicar la legislatura en otro lugar, cuando, a su juicio, la seguridad o el bienestar público, o la seguridad o salud de los miembros así lo requieran. Sin embargo, tal cambio o aplazamiento requiere el consentimiento de dos tercios de los votos de todos los miembros elegidos para cada rama.
La Asamblea Legislativa podrá ser convocada a sesión extraordinaria mediante convocatoria escrita para los fines que específicamente se establezcan en la convocatoria, firmada por dos tercios de los miembros del Senado y dos tercios de los miembros de la Cámara de Representantes cuando Se radica ante el presidente Pro Tempore del Senado y el Portavoz de la Cámara de Representantes, quienes dictarán conjuntamente una orden para la convocatoria de la sesión extraordinaria. Sin embargo, la Legislatura no puede evitar que el gobernador convoque una sesión especial.
En los casos de desacuerdo entre las dos cámaras de la Legislatura, en una sesión ordinaria o extraordinaria, con respecto a la hora del aplazamiento, el gobernador podrá, si se le certifican los hechos, por el presidente de la cámara que primero mueva la aplazamiento, aplazarlos hasta el momento que él o ella considere apropiado, no más allá del día de la próxima reunión declarada de la Legislatura. Se requiere el consentimiento de ambos cuerpos para el aplazamiento final de la Legislatura, o sine die, al final de cada sesión legislativa. Si las dos cámaras no pueden ponerse de acuerdo sobre una fecha, la constitución del estado permite que el gobernador resuelva la disputa.

### Facturas y resoluciones
Una propuesta puede presentarse en la legislatura como un proyecto de ley, una resolución conjunta, una resolución concurrente o una resolución simple . Las propuestas legislativas se presentan como proyectos de ley o resoluciones conjuntas. Las resoluciones conjuntas son el método normal utilizado para proponer una enmienda constitucional. Las resoluciones concurrentes aprobadas por ambas cámaras y las resoluciones simples aprobadas por una sola cámara no tienen fuerza de ley . En cambio, sirven para expresar la opinión de la Legislatura, o de cualquiera de sus cámaras, o para regular el procedimiento .
Los miembros de cualquiera de las cámaras pueden presentar proyectos de ley y otras propuestas. La excepción son los "proyectos de ley para aumentar los ingresos" que deben tener su origen en la Cámara de Representantes de Oklahoma, según el Artículo V, Sección 33A de la Constitución de Oklahoma . Sin embargo, el Senado de Oklahoma conserva el poder de enmendarlos o rechazarlos.
Las facturas pasan por múltiples etapas en cada casa. La primera etapa implica la consideración de un comité permanente, que tiene jurisdicción sobre un tema en particular, como la agricultura o las asignaciones. El número de comités, sus áreas temáticas, sus presidentes y miembros, y los proyectos de ley que se les asignan son designados por el presidente de la Cámara de Representantes de Oklahoma en la Cámara y el presidente Pro Tempore del Senado de Oklahoma en el Senado. Alternativamente, se pueden enviar proyectos de ley a comités selectos . Cada comité permanente y selecto está dirigido por un presidente (que pertenece al partido mayoritario) y un miembro de rango (que pertenece al partido minoritario). Los comités pueden celebrar audiencias y recopilar pruebas al considerar proyectos de ley. También pueden enmendar el proyecto de ley, pero la cámara completa tiene el poder de aceptar o rechazar las enmiendas del comité. Después de considerar y debatir una medida, el comité vota si desea informar sobre la medida al pleno.
La decisión de no informar de un proyecto de ley equivale al rechazo de la propuesta. Ambas cámaras prevén procedimientos bajo los cuales el comité puede ser eludido o anulado, pero la práctica es poco común. Si el comité lo informa, el proyecto de ley llega al pleno del pleno. La cámara puede debatir y enmendar el proyecto de ley; los procedimientos precisos utilizados por la Cámara de Representantes y el Senado difieren. A continuación, se realiza una votación final sobre el proyecto de ley.
Una vez que una cámara aprueba un proyecto de ley, se envía a la otra, que puede aprobarlo, rechazarlo o enmendarlo. Para que el proyecto de ley se convierta en ley, ambas cámaras deben aceptar versiones idénticas del mismo. Si la segunda cámara enmienda el proyecto de ley, entonces las diferencias entre las dos versiones deben conciliarse en un comité de conferencia, un comité ad hoc que incluye tanto a senadores como a representantes. En muchos casos, los comités de conferencias han introducido cambios sustanciales en los proyectos de ley y han agregado gastos no solicitados, alejándose significativamente de las versiones de la Cámara y el Senado.
Después de la aprobación por ambas cámaras, se presenta un proyecto de ley al gobernador de Oklahoma, quien puede optar por firmar el proyecto de ley, convirtiéndolo en ley, o vetarlo, devolviéndolo a la Legislatura con sus objeciones. En tal caso, el proyecto de ley solo se convierte en ley si cada cámara de la Legislatura vota para anular el veto con una mayoría de dos tercios. Finalmente, el gobernador puede optar por no tomar ninguna medida, ni firmar ni vetar el proyecto de ley. En tal caso, la Constitución establece que el proyecto de ley se convierte automáticamente en ley después de cinco días (excepto los domingos). Sin embargo, si la Legislatura suspende (finaliza una sesión legislativa) durante el período de cinco días, entonces el proyecto de ley no se convierte en ley. Por lo tanto, el gobernador puede vetar la legislación aprobada al final de una sesión legislativa simplemente ignorándola; la maniobra se conoce como un veto de bolsillo y no puede ser anulada por la Legislatura aplazada. Ningún proyecto de ley puede convertirse en ley después del aplazamiento final de la Legislatura, a menos que sea aprobado por el gobernador dentro de los quince días posteriores a dicho aplazamiento.

### Cuórum y votación
La Constitución de Oklahoma especifica que la mayoría de los miembros constituye un cuórum para hacer negocios en cada casa. Las reglas de cada cámara establecen que se asume que hay quorum a menos que una llamada de quorum demuestre lo contrario. Por lo tanto, si no se solicita una convocatoria de quorum, los debates continúan incluso si no hay mayoría.
Ambas cámaras utilizan el voto por voz para decidir la mayoría de los asuntos; los miembros gritan "sí" o "no" y el presidente anuncia el resultado. La Constitución de Oklahoma, sin embargo, requiere una votación registrada a solicitud de una quinta parte de los miembros presentes. Si el resultado de la votación por voz no está claro, o si el asunto es controvertido, generalmente se realiza una votación registrada. El Senado utiliza votaciones nominales; un secretario dice en voz alta los nombres de todos los senadores, y cada senador dice "sí" o "no" cuando se anuncia su nombre. La Cámara se reserva las votaciones nominales para los asuntos más formales; normalmente, los miembros votan por dispositivo electrónico. En caso de empate, la moción en cuestión fracasa. En el Senado de Oklahoma, el vicegobernador puede emitir el voto de desempate.

## Privilegios
Los legisladores estatales disfrutan del privilegio de estar libres de arresto por cargos criminales, excepto por traición, delito grave y quebrantamiento del orden público. Esta inmunidad se aplica a los miembros "durante su Asistencia a la Sesión de sus respectivas Casas, y al ir y volver de la misma". El término "arresto" se ha interpretado de manera amplia e incluye cualquier detención o demora en el curso de la aplicación de la ley, incluidas las citaciones y citaciones judiciales. Las reglas de la Cámara guardan muy estrictamente este privilegio; un miembro no puede renunciar al privilegio por sí mismo, pero debe solicitar el permiso de toda la casa para hacerlo. Las reglas del Senado, por otro lado, son menos estrictas y permiten a los senadores individuales renunciar al privilegio como mejor les parezca.
A partir de 2006, los legisladores estatales de base recibieron un salario de $ 38,400. El Presidente Pro Tempore del Senado del Estado y el presidente de la Cámara de Representantes reciben un pago adicional de $ 17,932 al año.  Los presidentes del comité de asignaciones, los líderes del piso de la mayoría y los líderes del piso de las minorías de cada cámara reciben un pago adicional de $ 12,364 por año. 

## Junta de Compensación Legislativa
La Junta de Compensación Legislativa decide la cantidad de compensación que se paga a los legisladores estatales. La junta está compuesta por cinco miembros nombrados por el gobernador de Oklahoma, dos miembros nombrados por el presidente pro tempore del Senado de Oklahoma y dos miembros nombrados por el presidente de la Cámara de Representantes de Oklahoma . Los miembros designados por el gobernador deben pertenecer a organizaciones religiosas, medios de comunicación, instituciones educativas no estatales, organizaciones laborales y comercios minoristas. Los miembros designados por el presidente pro tempore deben tener antecedentes de organizaciones agrícolas y cívicas y los miembros designados por el orador deben tener antecedentes profesionales o de fabricación.
Los legisladores estatales tienen prohibido formar parte de la junta. Además de los nueve miembros con derecho a voto, el presidente de la Comisión de Impuestos de Oklahoma y el director de la Oficina de Finanzas del Estado de Oklahoma sirven como miembros ex officio sin derecho a voto de la junta. El presidente de la junta es designado por el gobernador. Los miembros de la junta prestan servicios sin compensación, pero reciben reembolsos de gastos de viaje y dietas.
Cada dos años, la junta revisa la compensación pagada a los legisladores estatales y está facultada para cambiar la compensación. Dicho cambio entra en vigor el decimoquinto día siguiente a la siguiente elección general.